# Piramidă pătrată alungită
În geometrie piramida pătrată alungită este un poliedru convex construit prin alungirea unei piramide pătrate prin atașarea unui cub la baza acestuia. Este poliedrul Johnson (J8 ). Având 9 fețe, este un eneaedru.
Ca orice piramidă alungită, poliedrul rezultat este autodual din punct de vedere topologic, dar nu și din punct de vedere geometric.

## Mărimi asociate
Următoarele formule pentru înălțime h, arie A și volum V sunt stabilite pentru lungimea laturilor tuturor poligoanelor (care sunt regulate) a:
{\displaystyle h=\left(1+{\frac {\sqrt {2}}{2}}\right)a\approx 1,707107\,a\,,}
{\displaystyle A=\left(5+{\sqrt {3}}\right)a^{2}\approx 6,732051\,a^{2},}
{\displaystyle V=\left(1+{\frac {\sqrt {2}}{6}}\right)a^{3}\approx 1,235702\,a^{3}.}
Dacă laturile nu au aceeași lungime, se calculează separat mărimile corespunzătoare piramidei și cubului și se adună.

## Poliedre și faguri înrudiți
| Piramidă digonală alungită | Piramidă triunghiulară alungită | Piramidă pătrată alungită | Piramidă pentagonală alungită | Piramidă hexagonală alungită | Piramidă heptagonală alungită | ... | Con alungit |
| -------------------------- | ------------------------------- | ------------------------- | ----------------------------- | ---------------------------- | ----------------------------- | --- | ----------- |
|                            |                                 |                           |                               |                              |                               |     |             |

### Poliedru dual
Topologic, piramida pătrată alungită este propriul său dual. Din punct de vedere geometric, dualul are nouă fețe neregulate: un pătrat, patru trapeze isoscele și patru triunghiuri isoscele.
| Dualul piramidei pătrate alungite | Desfășurata dualului |
| --------------------------------- | -------------------- |
|                                   |                      |

### Faguri
Piramida pătrată alungită poate tesela spațiul împreună cu tetraedre, similar cu fagurele tetraedric-octaedric.